# Paolo Cuzzetti
Paolo Cuzzetti (Brescia, 15 novembre 1855 – Brescia, 20 novembre 1925) è stato un politico italiano, prosindaco di Brescia tra il 1912 e il 1914.

## Biografia
Figlio del deputato Francesco Cuzzetti e di Chiara Cuni, da giovane aderì alla sinistra ministeriale avvicinandosi al gruppo bresciano coordinato da Giuseppe Zanardelli. Risiedette nella storica Villa San Filippo, sita nel quartiere della Chiusure, a quel tempo in aperta campagna e facente parte del comune di Fiumicello Urago. Nel luglio 1880, quel comune fu incorporato in quello di Brescia per iniziativa della giunta Formentini e divenne frazione elettorale con diritto a eleggere tre membri del consiglio comunale cittadino. Nel corso dell'estate dell'anno seguente si svolsero le elezioni amministrative di rinnovo parziale del consiglio e Cuzzetti fu eletto in rappresentanza della frazione fiumicellese. In quegli anni si interessò dello sviluppo agricolo e industriale della sua terra d'origine, stimolando le discussioni sul progetto tranviario Borgo San Giovanni-Porta Milano e sulla necessità di dotare la zona di una stazione presso la ferrovia per Iseo. Nel 1893 fu eletto assessore supplente nella giunta di Giuseppe Bonardi. 
Alle elezioni comunali generali del 10 agosto 1902 entrò nella lista del Blocco Popolare, una coalizione di zanardelliani, repubblicani e socialisti nata per affrontare l'alleanza fra liberal moderati e cattolici che reggeva il municipio bresciano dal 1895. Fu eletto consigliere e divenne assessore all'istruzione nella giunta di Federico Bettoni Cazzago. A causa dalla partecipazione dei socialisti bresciani allo sciopero generale del 1904, la Giunta Bettoni Cazzago si dimise e i consiglieri zanardelliani e repubblicani fecero lo stesso. A norma di legge, si dovettero convocare tre sedute consiliari prima di dichiarare decaduto il consiglio e procedere alla nomina del commissario prefettizio. In quelle occasioni, Cuzzetti svolse il ruolo dell'unico assessore e consigliere della maggioranza necessario a presiedere il consiglio.
Con la vittoria del Blocco popolare alle elezioni comunali generali del 25 novembre 1906, Cuzzetti tornò in consiglio e venne eletto assessore nella giunta di Girolamo Orefici. L'anno seguente entrò anche nel consiglio provinciale in rappresentanza del primo mandamento di Brescia.
Nella seduta del consiglio cittadino del 26 ottobre 1912, il sindaco Orefici rassegnò le dimissioni volendo rispettare una precedente promessa. Il consiglio procedette a eleggere una nuova giunta e Cuzzetti divenne assessore ottenendo 33 voti su 34 presenti. Sulla base di un cavillo giuridico, in quanto in quella seduta non si raggiunse il numero legale per eleggere il sindaco, a Cuzzetti gli fu riconosciuta la carica di prosindaco perché assessore anziano della nuova giunta. Sotto la sua amministrazione si riorganizzò l'orfanotrofio femminile e si approvò l'estensione, ratificata da un referendum, della rete tranviaria cittadina fino a Mompiano e a Forca di Cane. Poco prima delle elezioni generali amministrative del 21 giugno 1914, fece innalzare nel parco del Castello due busti a ricordo di importanti figure del gruppo zanardelliano: gli onorevoli Massimo Bonardi e Fausto Massimini. Le comunali furono vinte dall'alleanza clerico-moderata che, intenzionata a far gestire l'amministrazione a un commissario, presentò una lista di soli trenta nomi corrispondenti alla metà del consiglio comunale. Con il consiglio spaccato a metà e nell'impossibilità di far raggiungere un accordo fra i due schieramenti, il Prefetto nominò un commissario, Giuseppe Ajroldi, che si insediò in Loggia il 12 luglio e che contestualmente accettò le dimissioni di Cuzzetti e degli altri suoi colleghi di giunta.
Fuori dall'attività politica Cuzzetti si distinse per aver fondato l'organizzazione assistenziale "Amico del Popolo", quest'ultima con gli onorevoli Bonardi e Ugo Da Como. Fu consigliere d'amministrazione della Banca Popolare di Brescia, presidente della Banca Commerciale di Brescia e presidente degli Orfanotrofi. Fu tra i fondatori della società Ceramiche di Folzano. Negli ultimi anni della sua vita fu presidente del consiglio d'amministrazione del quotidiano zanardelliano La Provincia di Brescia.